# U-78
Unterseeboot 78 foi um submarino alemão do Tipo VIIC, pertencente a Kriegsmarine que atuou durante a Segunda Guerra Mundial.
O U-78 esteve em operação entre os anos de 1941 e 1945, não entrando em ação no fronte durante a Segunda Guerra Mundial. Foi afundado no dia 16 de abril de 1945 em Pillau pela artilharia do exército soviético. 

## Comandantes
| Comandante                 | Data                                         |
| -------------------------- | -------------------------------------------- |
| Kptlt. Adolf Dumrese       | 15 de fevereiro de 1941 - julho de 1941      |
| Oblt. Kurt Makowski        | julho de 1941 - fevereiro de 1942            |
| Kptlt. Max Bernd Dieterich | fevereiro de 1942 - 30 de junho de 1942      |
| Kptlt. Ernst Ziehm         | 1 de julho de 1942 - novembro de 1942        |
| Kptlt. Helmut Sommer       | novembro de 1942 - 16 de maio de 1943        |
| Wilhelm Eisele             | 17 de maio de 1943 - 26 de novembro de 1944  |
| Oblt. Horst Hübsch         | 27 de novembro de 1944 - 16 de abril de 1945 |

## Subordinação
| Período                                           | Flotilha                   |
| ------------------------------------------------- | -------------------------- |
| 15 de fevereiro de 1941 - 28 de fevereiro de 1945 | 22. Unterseebootsflottille |
| 1 de março de 1945 - 16 de abril de 1945          | 4. Unterseebootsflottille  |